# Vougécourt
Vougécourt là một xã ở tỉnh Haute-Saône trong vùng Franche-Comté phía đông Pháp. Xã có diện tích 8,88 km², dân số năm 2006 là 155 người. Khu vực này có độ cao từ 222-311 mét trên mực nước biển.
Sông Côney tạo thành một phần biên giới phía nam của xã này.